# Christijan Albers
Christijan Albers (Eindhoven, 16 de abril de 1979) é um automobilista holandês.

## Carreira

### Fórmula 1

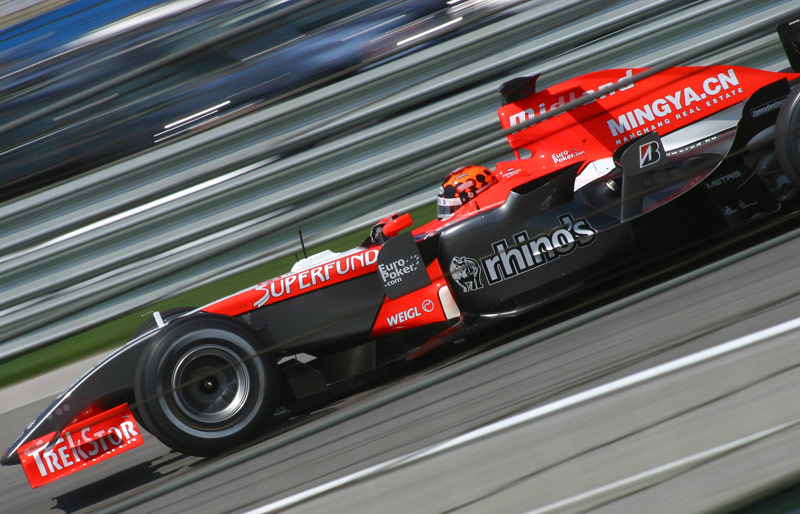
Albers na Fòrmula 1 em 2006.

Albers iniciou a carreira na Fórmula 1 em 2005, pela Minardi, mas não agradou. Em 2006, aproveitando que sua equipe foi vendida à Scuderia Toro Rosso (STR), se muda para a Midland F1 (atual Racing Point), ao lado do português Tiago Monteiro.

#### Momento Marcante
Em 2005, no GP dos Estados Unidos, Albers largou em 18º e chegou na 5ª posição. O piloto foi beneficiado pela desistência de diversas equipes em liberar seus pilotos para a corrida, devido a problemas com a Michelin, uma das fornecedoras de pneus da temporada. Nessa ocasião, marcou seus únicos pontos na categoria.

#### Acidente em San Marino
o momento mais dramático da curta passagem de Albers na Fórmula 1 ocorreu no Grande Prêmio de San Marino de 2006. Ele foi tocado na lateral pelo atrapalhado japonês Yuji Ide, que inclusive teve a super-licença impugnada por esse acidente. A Midland do holandês capotou, mas Albers não sofreu nenhum ferimento grave e foi aplaudido.

#### Demissão
Na temporada 2007, a Midland mudou de nome e passou a se chamar Spyker F1, Albers iniciou a temporada, agora ao lado do alemão Adrian Sutil, porém o holandês foi demitido durante a temporada pela equipe por falta de pagamento por parte do seu patrocinador. Seu substituto foi outro alemão, Markus Winkelhock, anteriormente piloto de testes da equipe.

### DTM

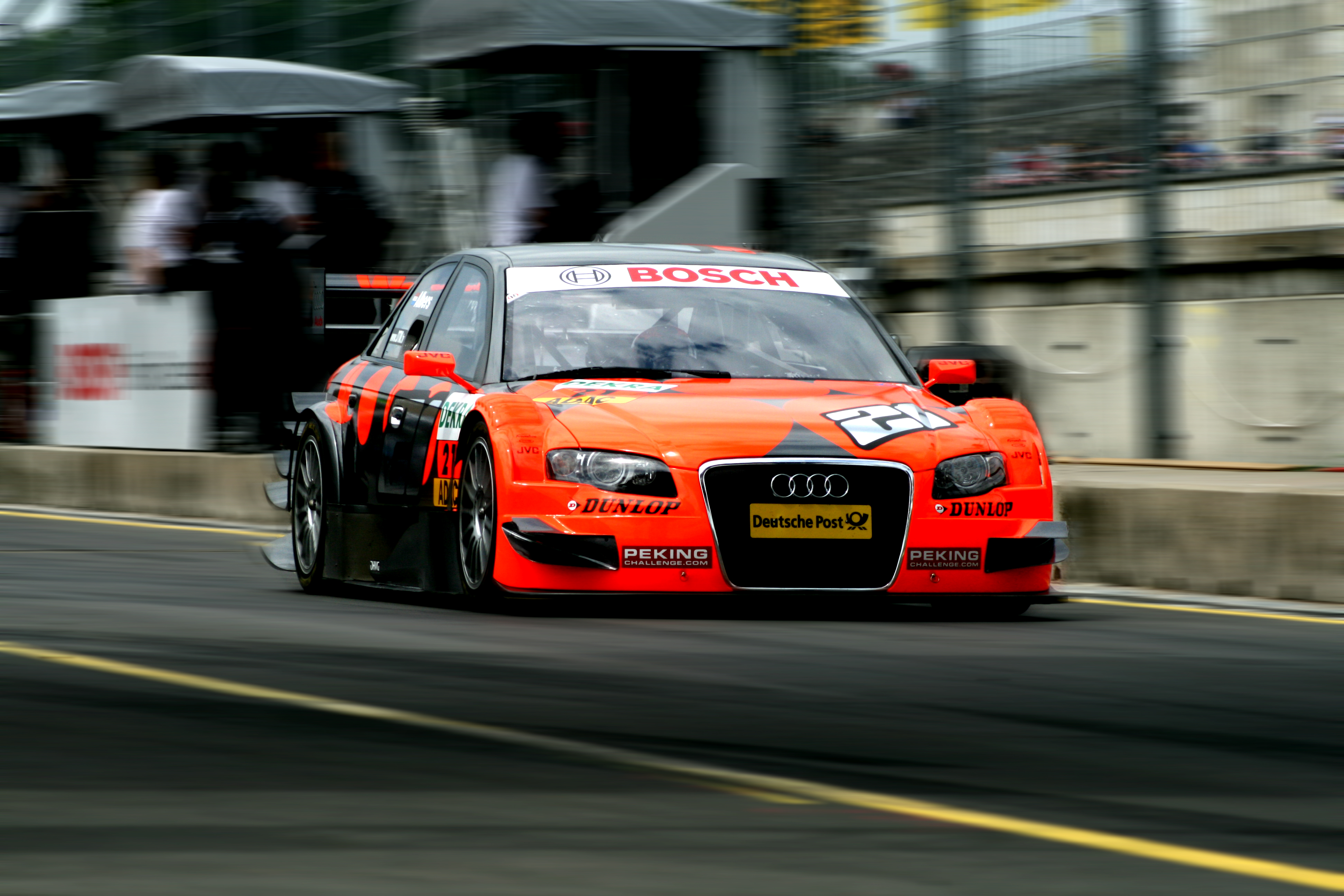
Albers na DTM em 2008.

A partir de 2001, Albers correu no Deutsche Tourenwagen Masters para a Mercedes-Benz e passou de uma equipa privada para a equipa AMG em 2003, após a saída da série de Uwe Alzen. Foi imediatamente um dos primeiros classificados, terminando em segundo lugar em 2003 com um recorde de quatro vitórias na época e desafiando o veterano do DTM e campeão múltiplo Bernd Schneider pelo título até à última corrida. Em 2004, voltou a disputar a liderança do campeonato durante a maior parte da época, mas acabou por terminar em terceiro.
Christijan Albers regressou à série DTM em dezembro de 2007, quando o holandês foi convidado pela equipa Audi da Futurecom TME para uma semana de testes em Jerez de la Frontera. Voltou a testar para esta equipa no Circuito de Mugello no início de março.
Albers foi confirmado como piloto de corrida da equipa Futurecom TME para 2008. Correu ao lado de Katherine Legge num Audi A4 DTM de especificação 2006.
Albers é o piloto holandês mais bem sucedido na série DTM, tendo terminado como vice-campeão no campeonato de 2003.